# Gilles Dufaux
Gilles Vincent Dufaux (13 de diciembre de 1994) es un deportista suizo que compite en tiro, en la modalidad de rifle.
Ganó una medalla de bronce en el Campeonato Mundial de Tiro de 2018 y cinco medallas en el Campeonato Europeo de Tiro entre los años 2021 y 2025.

## Palmarés internacional
| Campeonato Mundial | Campeonato Mundial       | Campeonato Mundial | Campeonato Mundial                |
| Año                | Lugar                    | Medalla            | Prueba                            |
| ------------------ | ------------------------ | ------------------ | --------------------------------- |
| 2018               | Changwon (Corea del Sur) | Medalla de bronce  | Rifle 3 posiciones 300 m          |
| Campeonato Europeo |                          |                    |                                   |
| Año                | Lugar                    | Medalla            | Prueba                            |
| 2021               | Osijek (Croacia)         | Medalla de plata   | Rifle 3 posiciones 300 m mixto    |
| 2022               | Zagreb (Croacia)         | Medalla de oro     | Rifle 3 posiciones 300 m mixto    |
| 2022               | Zagreb (Croacia)         | Medalla de plata   | Rifle en pos. tendida 300 m mixto |
| 2024               | Osijek (Croacia)         | Medalla de bronce  | Rifle 3 posiciones 300 m          |
| 2025               | Châteauroux (Francia)    | Medalla de plata   | Rifle estándar 300 m              |